# Suddenly
"Suddenly" je prvi singl skinut s prvog studijskog albuma Headstrong američke pop pjevačice Ashley Tisdale. Pjesmu su napisali Ashley Tisdale, Janice Robinson, a producent je Guy Roche. Pjesma je objavljena kao posljednji singl s albuma, samo u Njemačkoj.

## O pjesmi
U svrhu promocije, tisdale je pjesmu izvela na 75th Rockefeller Christmas Treeu u New Yorku. Music Beat kritičari su pjesmu ocijenili kao umjereno pozitivnu, iako oni tvrde da Tisdalini vokali nisu dovoljno jaki za jake balade.

## Popis pjesama
Maksi CD singl
1. "Suddenly" (album verzija) – 3:40
2. "Who I Am" – 3:17
3. "It's Life" – 3:47
4. "Suddenly" (spot) – 4:09

CD singl
1. "Suddenly" (album verzija) – 3:40
2. "Who I Am" – 3:17

## Ljestvice
| Ljestvica (2008.) | Pozicija |
| ----------------- | -------- |
| Njemačka          | 45       |

## Povijest izdanja
| Država   | Datum            | Diskografska kuća    | Format                       |
| -------- | ---------------- | -------------------- | ---------------------------- |
| Njemačka | 2. svibnja 2008. | Warner Bros. Records | digitalni download, CD singl |